# 薛西斯二世
薛西斯二世（古波斯楔形文字：𐎧𐏁𐎹𐎠𐎼𐏁𐎠 ；?—前425年），波斯帝國阿契美尼德王朝国王（约公元前425年在位）阿尔塔薛西斯一世的接班人，在位45天被暗杀，由他的弟弟塞基狄亚努斯接任，不久又被大流士二世杀死。